# Johannes Buxtorf il Vecchio
Johannes Buxtorf (Kamen, 25 dicembre 1564 – Basilea, 13 settembre 1629) è stato un ebraista e docente tedesco, che insegnò ebraico per 39 anni all'Università di Basilea.
Membro di una famiglia di orientalisti, Buxtorf fu noto con il titolo di "Maestro dei Rabbini". Il suo volume corposo De Synagoga Judaica (I edizione, 1603) documenta scrupolosamente i costumi e la società degli ebrei tedeschi a partire dall'età moderna.
Buxtorf fu il padre di Johannes Buxtorf il Giovane.

## Biografia
Buxtorf nacque a Kamen in Westfalia; la forma originale del cognome era Bockstrop o Boxtrop, da cui è stato tratto lo stemma di famiglia, che portava la figura di una capra (in tedesco Bock, caprone).
Dopo la morte del padre, che era ministro a Kamen, Buxtorf studiò a Marburgo e all'Accademia di Herborn appena fondata; in quest'ultima erano stati nominati professori di Teologia Caspar Oleviano (1536–1587) e Johannes Piscator (1546–1625).
Successivamente, Piscator ebbe l'assistenza di Buxtorf nella preparazione della sua traduzione latina dell'Antico Testamento, pubblicata a Herborn negli anni 1602-1603.
Da Herborn, Buxtorf si trasferì ad Heidelberg e da lì a Basilea, attratto dalla reputazione di Johann Jakob Grynaeus e di J. G. Hospinian (1515–1575).
Dopo una breve permanenza a Basilea, si trasferì poi a Zurigo, ove studiò sotto la guida di Heinrich Bullinger (1504–1575), e a Ginevra, ove studiò sotto la guida di Teodoro Beza.
Al suo ritorno a Basilea, Grynaeus, desideroso che le capacità così promettenti dello studente fossero rese disponibili all'università, gli procurò un incarico di tutore nella famiglia di Leo Curio, figlio di Celio Secondo Curione, ben noto per le sue sofferenze a causa della fede riformata.
Per istanza di Grynaeus, Buxtorf assunse a tempo determinato la cattedra di Ebraico dell'università, reggendola per due anni con tale abilità, che alla fine di quel periodo fu unanimemente nominato per quell'incarico vacante. 
Rimase quindi a Basilea da tale momento (1591) fino alla sua morte, avvenuta nel 1629, dedicandosi con rimarchevole zelo allo studio dell'ebraico e della letteratura rabbinica.
Buxtorf ricevette nella sua casa parecchi ebrei istruiti, con i quali poteva discutere le sue problematiche, ed era spesso consultato dagli stessi ebrei riguardo ad argomenti relativi alla loro legge cerimoniale.
Sembra che egli abbia ben servito il titolo che gli fu conferito di "Maestro dei Rabbini". La sua propensione per la parte della società ebraica gli arrecò, in un episodio, delle difficoltà nelle relazioni con le autorità della città, dal momento che le leggi contro gli Ebrei erano molto rigide.
Ciò nonostante, complessivamente i suoi rapporti con la città di Basilea erano amichevoli.
Buxtorf rimase fermamente legato all'università che per prima ne riconobbe i meriti e declinò due inviti ricevuti dall'Università di Leida e, in seguito, dall'Accademia di Saumur.
La sua corrispondenza con gli studenti più brillanti fu molto estesa; la biblioteca dell'Università di Basilea contiene una ricca collezione di lettere, che hanno gran valore nel tracciare la storia letteraria dell'epoca.

## Opere

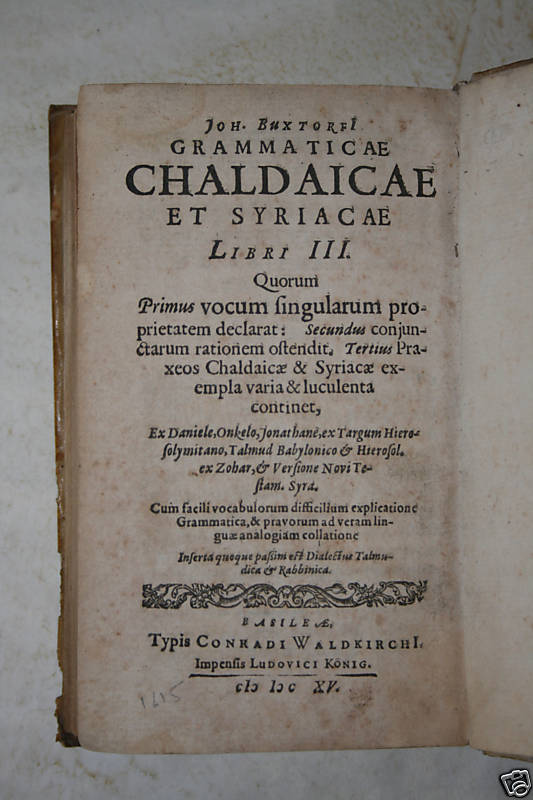
Copertina delle Grammaticae Chaldaicae (1615).

- Manuale Hebraicum et Chaldaicum (1602; VII ed., 1658).
- Synagoga Judaica (pubblicata nel 1603 in tedesco; successivamente tradotta in Latino in forma più ampia), un valido repertorio di informazioni riguardanti le opinioni e le cerimonie degli Ebrei.
- Lexicon Hebraicum et Chaldaicum cum brevi Lexico Rabbinico Philosophico (1607; ristampato a Glasgow, 1824).
- Biblia Hebraica cum Paraphr. Chald. et Commentariis Rabbinorum (2 voll., 1618; 4 voll., 1618–1619), la sua grande Bibbia Rabbinica, contenente, oltre al testo ebraico, le Parafrasi Aramaiche di Targums.
- Tiberias, sive Commentarius Masoreticus (1620; edizione in quarto, migliorata ed ampliata da J. Buxtorf il Giovane, 1665), così chiamata dal nome della grande scuola di critica giudaica che aveva la sua sede nella città di Tiberiade. Fu in quest'opera che Buxtorf ribatté alle opinioni di Elias Levita relative alla tarda origine della puntuazione vocalica dell'ebraico, un soggetto che diede luogo alla controversia tra Louis Cappel e suo figlio Johannes Buxtorf il Giovane.

Buxtorf non visse abbastanza a lungo per completare le due opere alle quali deve principalmente la sua reputazione, il suo Lexicon Chaldaicum, Talmudicum, et Rabbinicum e le Concordantiae Bibliorum Hebraicorum, entrambe le quali furono poi edite da suo figlio.
Il lexicon fu ripubblicato a Lipsia nel 1869 con alcune aggiunte di Bernard Fischer e il lavoro sulle concordantiae fu assunto da Julius Fürst come base per la stesura della propria opera sulle concordanze ebraiche, che apparve a stampa nel 1840.